# Elecciones estatales del Estado de México de 2024
Las elecciones estatales del Estado de México de 2024 se llevaron a cabo el domingo 2 de junio de 2024, el mismo día que las elecciones federales de México de 2024, y en ellas se renovaron los titulares de los siguientes cargos de elección popular del Estado de México:
- 75 diputados estatales: 45 diputados electos por mayoría relativa y 30 designados mediante representación proporcional para integrar la LXII Legislatura.
- 125 ayuntamientos: Compuestos por un presidente municipal, un síndico y un grupo de regidores. Electos para un periodo de tres años.

## Organización

### Partidos políticos
En las elecciones estatales tienen derecho a participar ocho partidos políticos. Siete partidos con registro nacional: Partido Acción Nacional (PAN), Partido Revolucionario Institucional (PRI), Partido de la Revolución Democrática (PRD), Partido del Trabajo (PT), Partido Verde Ecologista de México (PVEM), Movimiento Ciudadano (MC) y Movimiento Regeneración Nacional (Morena). Y el partido estatal Nueva Alianza Estado de México (NAEM).

### Distritos electorales
Para la elección de diputados de mayoría relativa del Congreso del Estado de México el estado se divide en 45 distritos electorales. La distritación electoral vigente fue publicada por el Instituto Nacional Electoral en agosto de 2022.
| Distrito | Cabecera       | Municipios | Mapa | Distrito           | Cabecera       | Municipios |
| -------- | -------------- | ---------- | ---- | ------------------ | -------------- | ---------- |
| 1        | Chalco         | 1          |      | 24                 | Nezahualcóyotl | 1          |
| 2        | Toluca         | 1          | 25   | Nezahualcóyotl     | 1              |            |
| 3        | Chimalhuacán   | 1          | 26   | Cuautitlán Izcalli | 3              |            |
| 4        | Lerma          | 5          | 27   | Valle de Chalco    | 1              |            |
| 5        | Chimalhuacán   | 2          | 28   | Amecameca          | 12             |            |
| 6        | Ecatepec       | 1          | 29   | Tianguistenco      | 10             |            |
| 7        | Tenancingo     | 6          | 30   | Naucalpan          | 1              |            |
| 8        | Ecatepec       | 1          | 31   | Los Reyes          | 2              |            |
| 9        | Tejupilco      | 12         | 32   | Naucalpan          | 1              |            |
| 10       | Valle de Bravo | 10         | 33   | Tecámac            | 6              |            |
| 11       | Tultitlán      | 1          | 34   | Toluca             | 1              |            |
| 12       | Teoloyucan     | 4          | 35   | Metepec            | 4              |            |
| 13       | Atlacomulco    | 5          | 36   | Zinacantepec       | 2              |            |
| 14       | Jilotepec      | 9          | 37   | Tlalnepantla       | 2              |            |
| 15       | Ixtlahuaca     | 3          | 38   | Coacalco           | 1              |            |
| 16       | Atizapán       | 2          | 39   | Tepexpan           | 5              |            |
| 17       | Huixquilucan   | 2          | 40   | Ixtapaluca         | 1              |            |
| 18       | Tlalnepantla   | 1          | 41   | Nezahualcóyotl     | 1              |            |
| 19       | Tultepec       | 4          | 42   | Ecatepec           | 1              |            |
| 20       | Zumpango       | 4          | 43   | Cuautitlán Izcalli | 1              |            |
| 21       | Ecatepec       | 1          | 44   | Nicolás Romero     | 1              |            |
| 22       | Ojo de Agua    | 4          | 45   | Almoloya de Juárez | 3              |            |
| 23       | Texcoco        | 4          |      |                    |                |            |

## Resultados

### Congreso del Estado de México
|  | 40.48 % |

|  | 16.68 % |

|  | 10.90 % |

|  | 7.54 % |

|  | 10.10 % |

|  | 5.31 % |

|  | 4.10 % |

|  | 1.41 % |

|  | 0.13 % |

|  | 100 % |

### Ayuntamientos
|  | 39.49 % |

|  | 16.61 % |

|  | 7.42 % |

|  | 9.86 % |

|  | 4.28 % |

|  | 2.43 % |

|  | 12.03 % |

|  | 3.31 % |

|  | 0.40 % |

|  | 0.38 % |

|  | 3.79 % |

|  | 100 % |

### Ecatepec de Morelos
|  | 43.34 % |

|  | 24.33 % |

|  | 10.02 % |

|  | 8.53 % |

|  | 7.80 % |

|  | 5.82 % |

|  | 0.17 % |

|  | 100 % |

### Nezahualcóyotl
|  | 51.66 % |

|  | 20.87 % |

|  | 14.08 % |

|  | 5.41 % |

|  | 3.04 % |

|  | 4.83 % |

|  | 0.11 % |

|  | 100 % |

### Toluca
|  | 49.33 % |

|  | 39.22 % |

|  | 8.98 % |

|  | 2.31 % |

|  | 0.15 % |

|  | 100 % |

### Naucalpan de Juárez
|  | 51.57 % |

|  | 39.52 % |

|  | 6.58 % |

|  | 2.22 % |

|  | 0.12 % |

|  | 100 % |

### Chimalhuacán
|  | 54.15 % |

|  | 30.05 % |

|  | 6.20 % |

|  | 2.60 % |

|  | 2.18 % |

|  | 0.87 % |

|  | 3.78 % |

|  | 0.17 % |

|  | 100 % |

### Tlalnepantla de Baz
|  | 47.08 % |

|  | 43.08 % |

|  | 7.57 % |

|  | 2.16 % |

|  | 0.11 % |

|  | 100 % |

### Cuautitlán Izcalli
|  | 49.22 % |

|  | 41.03 % |

|  | 7.16 % |

|  | 2.34 % |

|  | 0.24 % |

|  | 100 % |

### Tecámac
|  | 46.78 % |

|  | 37.08 % |

|  | 5.79 % |

|  | 3.90 % |

|  | 2.28 % |

|  | 4.06 % |

|  | 0.10 % |

|  | 100 % |

### Ixtapaluca
|  | 37.08 % |

|  | 26.30 % |

|  | 19.58 % |

|  | 8.36 % |

|  | 3.33 % |

|  | 5.25 % |

|  | 0.09 % |

|  | 100 % |

### Atizapán de Zaragoza
|  | 51.72 % |

|  | 39.29 % |

|  | 6.12 % |

|  | 2.39 % |

|  | 0.48 % |

|  | 100 % |

### Tultitlán
|  | 51.30 % |

|  | 21.24 % |

|  | 11.30 % |

|  | 7.75 % |

|  | 2.70 % |

|  | 5.56 % |

|  | 0.14 % |

|  | 100 % |

### Nicolás Romero
|  | 45.67 % |

|  | 40.63 % |

|  | 10.23 % |

|  | 3.37 % |

|  | 0.10 % |

|  | 100 % |

### Coacalco de Berriozábal
|  | 45.92 % |

|  | 42.88 % |

|  | 8.82 % |

|  | 2.26 % |

|  | 0.11 % |

|  | 100 % |

### Huixquilucan
|  | 50.32 % |

|  | 27.26 % |

|  | 6.61 % |

|  | 5.13 % |

|  | 3.33 % |

|  | 2.12 % |

|  | 0.63 % |

|  | 4.49 % |

|  | 0.11 % |

|  | 100 % |

### Texcoco
|  | 54.83 % |

|  | 24.56 % |

|  | 17.66 % |

|  | 2.74 % |

|  | 0.20 % |

|  | 100 % |

### Metepec
|  | 54.58 % |

|  | 37.67 % |

|  | 5.89 % |

|  | 1.70 % |

|  | 0.16 % |

|  | 100 % |

### Cuautitlán
|  | 47.93 % |

|  | 44.10 % |

|  | 6.08 % |

|  | 1.82 % |

|  | 0.07 % |

|  | 100 % |

### Tultepec
|  | 45.05 % |

|  | 29.82 % |

|  | 10.66 % |

|  | 6.70 % |

|  | 3.72 % |

|  | 3.83 % |

|  | 0.20 % |

|  | 100 % |

### Acolman
|  | 54.56 % |

|  | 34.12 % |

|  | 8.78 % |

|  | 2.47 % |

|  | 0.07 % |

|  | 100 % |

### Valle de Bravo
|  | 55.55 % |

|  | 38.99 % |

|  | 2.38 % |

|  | 2.81 % |

|  | 0.27 % |

|  | 100 % |